# Alchemilla flexicaulis
Alchemilla flexicaulis é uma espécie de rosácea do gênero Alchemilla, pertencente à família Rosaceae.